# Wilhelm Vöge
Wilhelm Vöge (* 16. Februar 1868 in Bremen; † 30. Dezember 1952 in Ballenstedt im Harz) war ein deutscher Kunsthistoriker.

## Leben und Werk
Vöge verbrachte die ersten fünf Lebensjahre in Bremen, danach vier Jahre in Detmold. Nach dem Umzug der Familie nach Hannover besuchte er das dortige Lyceum II, wo er 1886 das Abitur ablegte. Nach den Worten seines späteren Schülers Erwin Panofsky „behielt er lebenslang die sorgfältige, sozusagen gut angezogene Aussprache, die der Provinz Hannover und den Hansestädten eigen ist“. Er begann 1886 das Studium der Kunstgeschichte in Leipzig und Bonn und setzte es an der Kaiser-Wilhelm-Universität (heute Universität Straßburg) fort, wo er 1891 bei Hubert Janitschek über Ottonische Buchmalerei – Eine deutsche Malerschule um die Wende des ersten Jahrtausends promoviert wurde. 1895 habilitierte er sich über Raffael und Donatello. Von 1897 bis 1910 war Vöge Kustos in der Skulpturenabteilung der Berliner Museen unter Wilhelm von Bode.
1909 wurde er auf den neueingerichteten Lehrstuhl für Kunstgeschichte an der Universität Freiburg im Breisgau berufen. Bereits 1917 gab er seine Professur aus gesundheitlichen Gründen auf und zog sich nach Ballenstedt im Harz zurück. Dort entstanden noch einige wissenschaftliche Arbeiten über spätmittelalterliche Skulpturen.
1928 wurde er zum korrespondierenden Mitglied der Göttinger Akademie der Wissenschaften gewählt.
1952 schied Vöge aus dem Leben. Sein Grab befindet sich auf dem Friedhof der Landesschule Pforta in Schulpforte (Naumburg).
Seinen schriftlichen Nachlass hatte Vöge dem Landesamt für Denkmalpflege Sachsen-Anhalt in Halle vermacht, die Bibliothek, die Kunstwerke und die Fotografien jedoch seinem alten Freiburger Institut. Heute befindet sich der gesamte Nachlass im Wilhelm-Vöge-Archiv des Kunsthistorischen Instituts der Universität Freiburg.
Unter Vöges Studenten befand sich Erwin Panofsky, der bei ihm 1914 über Dürers Kunsttheorie promovierte. Zu seinen Kollegen in Freiburg zählte Walter Friedlaender.

## Schriften (Auswahl)
- Eine deutsche Malerschule um die Wende des ersten Jahrtausends: Kritische Studien zur Geschichte der Malerei in Deutschland im 10. und 11. Jahrhunderts. Lintz, Trier 1891.
- Die Anfänge des monumentalen Stiles im Mittelalter, mit dem Essay „Wilhelm Vöge“ von Erwin Panofsky. Mäander Verlag, München 1988. ISBN 3-88219-311-5 (Nachdruck der Ausgabe Straßburg 1894).
- Raffael und Donatello – ein Beitrag zur Entwicklungsgeschichte der italienischen Kunst, Heitz, Strassburg, 1896
- Jörg Syrlin der Ältere und seine Bildwerke. Band II: Stoffkreis und Gestaltung. Berlin 1950
- Bildhauer des Mittelalters. Gesammelte Studien. Mit einem Vorwort von Erwin Panofsky. 2. Auflage. Edition Logos, 1995, ISBN 3-7861-1800-0; 1. Auflage: Mann, Berlin 1958.